# Pieve di Bono
Pieve di Bono és un antic municipi italià, dins de la província de Trento. L'any 2007 tenia 1.385 habitants. Limitava amb els municipis de Bersone, Bezzecca, Castel Condino, Cimego, Concei, Lardaro, Praso, Prezzo, Tiarno di Sotto i Tione di Trento.
L'1 de gener 2016 es va fusionar amb el municipi de Prezzo creant així el nou municipi de Pieve di Bono-Prezzo, del qual actualment és una frazione.

## Administració
| Període | Identitat       | Partit        |
| ------- | --------------- | ------------- |
| 2005-   | Attilio Maestri | Llista cívica |